# Kościół Świętego Andrzeja Boboli w Rawiczu
Kościół Świętego Andrzeja Boboli w Rawiczu – jeden z trzech rzymskokatolickich kościołów w Rawiczu (województwo wielkopolskie). Kościół parafialny w parafii pod tym samym wezwaniem, przynależącej do dekanatu rawickiego archidiecezji poznańskiej. Mieści się przy ulicy Ignacego Buszy w Rawiczu.

## Historia
Jest to świątynia poewangelicka nosząca dawniej wezwanie św. Trójcy. Zbudowana w stylu późnoklasycystycznym w latach 1803-1808 przez budowniczego Krausego z Poznania, zaprojektowana w 1802 przez Carla Gottharda Langhansa. Budowla spłonęła w 1915, odbudowana w 1917 z wykorzystaniem murów obronnych. W okresie II Rzeczypospolitej należała do parafii znajdującej się w strukturach Ewangelickiego Kościoła Unijnego w Polsce. Od 1945 stała się świątynią katolicką. Od 1976 jest kościołem parafialnym.

## Architektura

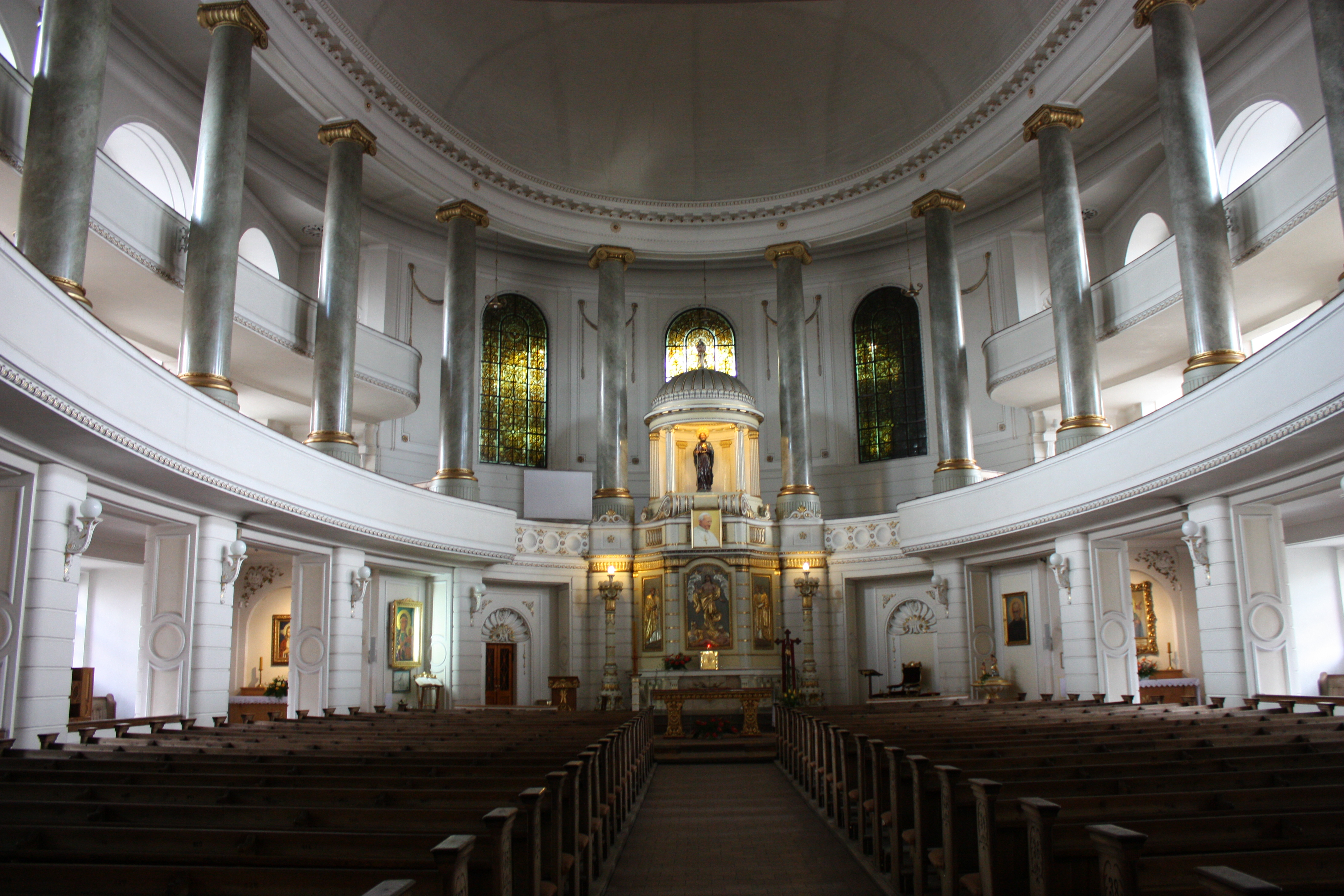
Wnętrze świątyni

Świątynia wybudowana na planie prostokąta, posiada prostokątną wieżę, zakończoną kopułą podpartą przez konsolki. Na jej szczycie znajduje się wysoka kolumnowa latarnia. Wnętrze budowli zostało wybudowane na planie wpisanego w prostokąt owalu (elipsy) wyznaczonego przez 16 wysokich, podpartych przez kwadratowe słupy kolumn, posiadających głowice w stylu jońskim oraz dwie kondygnacje balkonów (empora). Kolumny podpierają potężny, owalny plafon, podparty przez profilowany gzyms, ozdobiony w centralnej części sztukaterią. Na wieży wiszą trzy dzwony o imionach Andrzej, Maryja i Maksymilian. 

## Organy

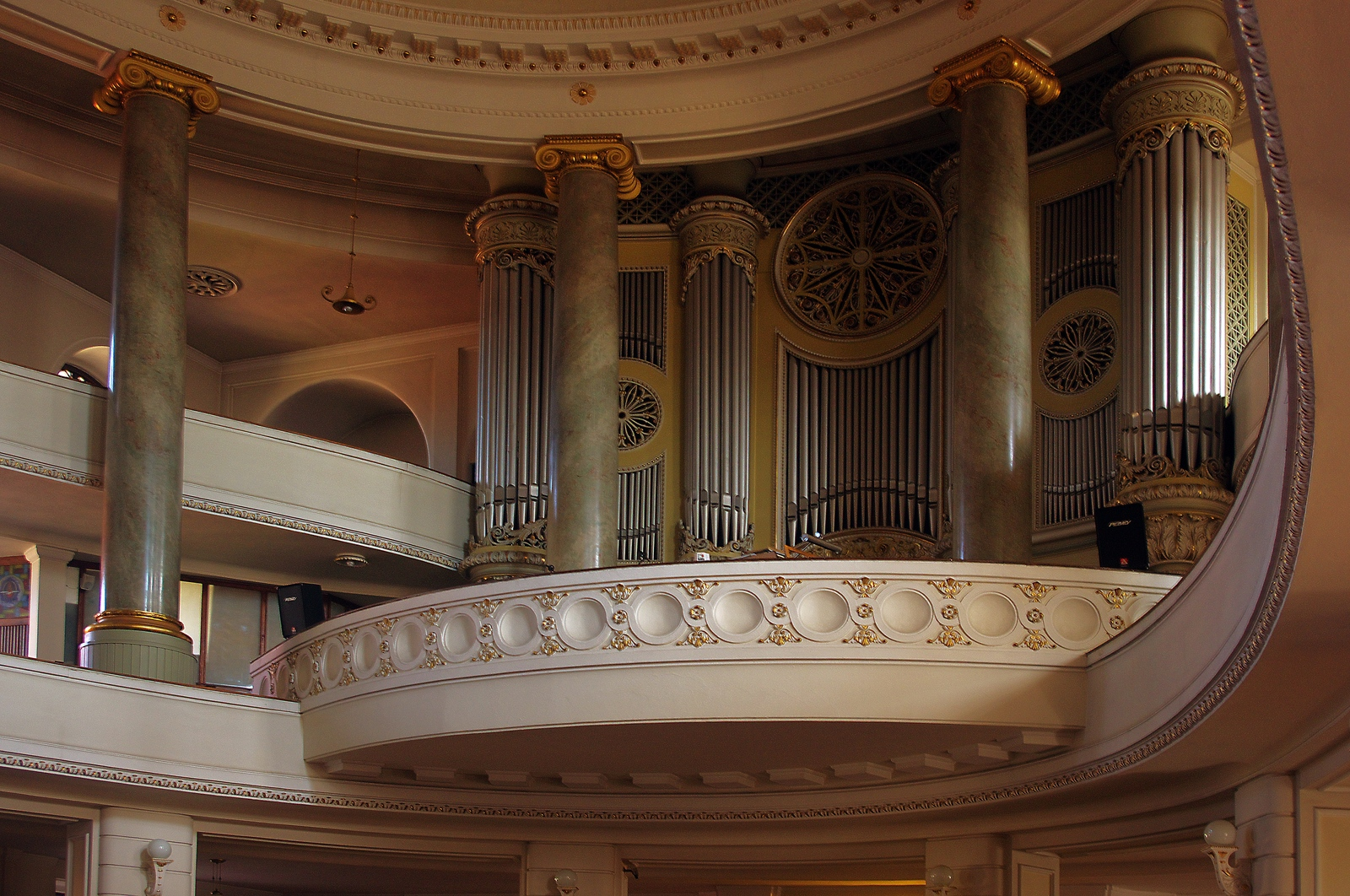
Organy

Obecne organy tego kościoła zostały wykonane w 1917 r. w znanej firmie Schlag & Söhne ze Świdnicy. Mają 50 głosów i ponad 3000 piszczałek.
Po zniszczeniach i powojennej dewastacji, po II wojnie światowej kościół nie był zabezpieczony, w wyniku czego zginęło wtedy około 600 piszczałek. Była też wstępna decyzja o zabraniu instrumentu z miasta. Mimo dewastacji, był on przez cały czas czynny i ostatecznie nie został wywieziony z Rawicza. Organy zostały odrestaurowane w latach 1980-1981. Firma Józefa Cynara z Wrocławia odłączyła pneumatyczny kontuar, a na jego miejsce zainstalowała elektryczny stół gry.
Prospekt organowy odnowiany był w latach: 1966, 1981 oraz podczas prac konserwatorskich we wnętrzu świątyni w 1997 roku. Od 2016 roku instrument był remontowany przez firmę Władysława Cepki. 
Dyspozycja instrumentu:
| Manuał I          | Manuał II         | Manuał III        | Pedał             |
| ----------------- | ----------------- | ----------------- | ----------------- |
| 1. Pryncypał 16'  | 1. Róg nocny 16'  | 1. Fl. drewn. 8'  | 1. Pryncypał 16'  |
| 2. Kwintadena 16' | 2. Pryncypał 8'   | 2. Kwintadena 8'  | 2. Kontrabas 16'  |
| 3. Pryncypał 8'   | 3. Fl. Kryty 8'   | 3. Pryncypał 4'   | 3. Subbas 16'     |
| 4. Holflet 8'     | 4. Salicjonał 8'  | 4. Fl. rurkowy 4' | 4. Salicjonał 16' |
| 5. Gamba 8'       | 5. Unda Maris 8'  | 5. Oktawa 2'      | 5. Kwinta 10 2/3' |
| 6. Gemshorn 8'    | 6. Pryncypał 4'   | 6. Kwinta 1 1/3'  | 6. Oktawa 8'      |
| 7. Oktawa 4'      | 7. Travers 4'     | 7. Flageolet 1'   | 7. Cello 8'       |
| 8. Flet 4'        | 8. Nasrad 2 2.3'  | 8. Acuta 4x       | 8. Flet 8'        |
| 9. Kwinta 2 2/3'  | 9. Pikolo 2'      | 9. Krumhorn 8'    | 9. Chorałbas 4'   |
| 10. Superokt. 2'  | 10. Tercja 1 3/5' |                   | 10. Gemshorn 4'   |
| 11. Kornet 1-5x   | 11. Mixtura 5x    |                   | 11. Flet leśny 2' |
| 12. Mixtura 4x    | 12. Cymbał 3x     |                   | 12. Mixtura 4x    |
| 13. Trompet 8'    | 13. Obój 8'       |                   | 13. Puzon 16'     |
|                   | 14. Vox Humana 8' |                   | 14. Tuba 8'       |